# Олексій II Великий Комнін
Олексій II (грец. Αλέξιος Β΄ Μέγας Κομνηνός; 1282 — 3 травня 1330) — 9-й імператор Трапезунда в 1297—1330 роках.

## Життєпис
Походив з династії Великих Комнінів. Старший син Іоанна II, трапезундського імператора, та Євдокії Палеолог. Народився у вересні або грудні 1282 року. Після смерті батька 1297 року посів трон.
Через молодий вік опіку над ним взяв вуйко Андронік II Палеолог, візантійський імператор. Останній, бажаючи посилити свій вплив в Трапезунді, планував оженити небожа на доньці знатного константинопольця Никифора Хумноса. Втім Олексій II близько 1300 року всупереч цьому пошлюбив грузинську аристократку. Андронік II став вимагати скасувати шлюб, втім константинопольський патріарх Іоанн XII відмовився це зробити через вагітність дружини Олексія II.
Близько 1302 року завдав поразки турменам-кочівникам, що підійшли до міста Кераса (після захоплення області Халібія).  Складна економічна ситуація змусила імператора зменшити вміст срібла в монетах на 15 %.
Невдовзі вступив у протиріччя з генуезькою факторією в Дафнії, прибережному містечку на схід від Трапезунда, які зажадали її розширення. Генуезькі купці відмовилися надавати імперським митникам свій крам для догляду. 1306 року вони зажадали від Олексія II нових поступок і погрожували взагалі залишити Трапезунд. Коли генуезці відмовилися платити мита за свої товари, імператор наказав грузинським найманцям напасти на них. У відповідь генуезці підпалили передмістя Трапезунда і знищили значну частину свого майна і майна містян. 1313 року трапезундські війська сплюндрували генуезьку факторію. Зрештою обидві сторони уклали мир, підтверджений в збережених договорах від 1314 і 1316 років. За першою угодою генуезці отримали Дальсану, де спорудили арсенал. Другою угодою було офіційно закріплено статус генуезького кварталу в Трапезунді зі своєю судовою курією. Натомість імператор отримував генуезьку факторію Леонтокастрон за 250 тис. аспрів. Генуя зобов'язалася відшкодувати Трапезунду збиток в сумі 500 тис. аспрів. Втім остання сума не була сплачена, оскільки з неї погашено за Леонтокастрон та збитки генуезців від трапезундців під час війни.
У відповідь Олексій II уклав торгівельний союз з Венеційською республікою, дозволивши тим торгувати, мати свою церкву, братію в Трапезунді.
Протистоянням з генуезцями скористався Газі Челебі, емір Синопи, який розпочав напади на генуезьких торгівців та їх факторії. Згодом став нападати на узбережжя Трапезундської імперії. 1319 року сплюндрував околиці Трапезунда. Для захисту від нападів імператор 1324 року наказав звести захисні стіни для трапезундської гавані.
Разом з тим встановлюються контакти з Папським престолом. Папа римський Іван XXII 1321 року направив імператорові грамоту, а 1329 року — особистого листа, де звернувся щодо об'єднання церков та захисту католиків в Трапезундській імперії. Сам Олексій II підтримував гарні стосунки з францисканським орденом, що набув своєї потуги саме за його правління.
Помер 1330 року під час епідемії бубонної чуми. Йому спадкував старший син Андронік III.

## Родина
Дружина — Дзяджак, донька Бека I Джакелі, атабека Самцхе
Діти:
- Андронік (бл. 1310—1332), імператор Трапезунда
- Михайло (д/н—1330), вбитий братом Андроніком
- Георгій (д/н—1330), вбитий братом Андроніком
- Василь (д/н—1340), імператор Трапезунда
- Анна (д/н—1342), імператриця Трапезунда
- Євдокія, дружина Аділь-бея Ісфендіяра, еміра Сінопа